# Jardin de Prague
Le jardin de Prague  est un jardin algérois situé à Bab El Oued, conçu en 1833 par le commandant Marengo,.

## Histoire
Le jardin a été aménagé par des prisonniers militaires du colonel français Marengo. Il s'y trouvait le tombeau de Lella Aïcha, petite-fille d'un marabout, et fille du docteur Sidi Abd-er-Rhaman.
En 2017, le jardin est fermé pour travaux d'aménagement, l'opération est confiée à l'Établissement de développement des espaces verts à Alger (EDEVAL). 
Le 15 janvier 2019, le ministre de l'Intérieur et des Collectivités locales, Noureddine Bedoui et le wali d'Alger Abdelkader Zoukh ont inauguré le jardin après la fin des travaux de réhabilitation.